# Asura crenulata
Asura crenulata là một loài bướm đêm thuộc phân họ Arctiinae, họ Erebidae.